# Linux Game Publishing

Linux Game Publishing (algunas veces tratada como LGP) es una compañía de software en Nottingham, Inglaterra, Reino Unido. Portan, publican y venden videojuegos para los sistemas operativos Linux. Además de portar juegos, LGP también patrocina el desarrollo de Grapple, una librería libre de red para juegos. Además de dedicarse a portar juegos a Linux, ellos publican juegos de otras empresas desarrolladoras.

## Juegos publicados
| Título                                       | Genero                                    | Fecha de publicación      | Idiomas | Desarrollador                      | Porteador                           | Publicador            |
| Creatures: Internet Edition                  | Videojuego de simulación                  | 21 de diciembre de 2001   | Holandés, Inglés, Francés, Alemán, Italiano, Español                                                                                        | Creature Labs                      | Creature Labs                       | Linux Game Publishing |
| MindRover: The Europa Project                | Strategy                                  | 13 de diciembre de 2002   | Inglés | CogniToy                           | Loki Software/Linux Game Publishing | Linux Game Publishing |
| Candy Cruncher                               | Videojuego de lógica                      | 6 de febrero de 2003      | Inglés | Pyrogon                            | Ryan Gordon                         | Linux Game Publishing |
| Majesty: Gold Edition                        | Videojuego de estrategia en tiempo real   | 15 de abril de 2003       | Inglés | Cyberlore Studios                  | Tribsoft/Linux Game Publishing      | Linux Game Publishing |
| NingPo MahJong                               | Videojuego de lógica                      | 21 de enero de 2004       | Inglés | Pyrogon                            | Eon Games                           | Linux Game Publishing |
| Hyperspace Delivery Boy!                     | Videojuego de lógica/Action               | 10 de mayo de 2004        | Inglés | Monkeystone Games                  | Eon Games                           | Linux Game Publishing |
| Software Tycoon                              | Videojuego de simulación                  | 10 de enero de 2005       | Inglés, Alemán | destraX Entertainment Software GbR | RuneSoft                            | Linux Game Publishing |
| Postal²: Share The Pain                      | Videojuego de disparos en primera persona | 4 de febrero de 2005      | Inglés | Running with Scissors              | Ryan Gordon                         | Linux Game Publishing |
| Soul Ride                                    | Sports                                    | 24 de junio de 2005       | Inglés | Slingshot                          | Linux Game Publishing               | Linux Game Publishing |
| X2: The Threat                               | Space simulation                          | 30 de mayo de 2006        | Inglés, Alemán, Francés, Italiano | Egosoft                            | Linux Game Publishing               | Linux Game Publishing |
| Gorky 17                                     | Tactical RPG                              | 15 de junio de 2006       | Inglés, Alemán, Español, Francés (texto únicamente)                                                                                         | Metropolis Software                | Hyperion Entertainment              | Linux Game Publishing |
| Cold War                                     | Stealth                                   | 4 de agosto de 2006       | Inglés, Alemán, Francés, Ruso, Español (texto únicamente), Italiano (texto únicamente), Polaco (texto únicamente), Checo (texto únicamente) | Mindware Studios                   | Mindware Studios                    | Linux Game Publishing |
| Knights and Merchants: The Shattered Kingdom | Videojuego de estrategia en tiempo real   | 13 de marzo de 2007       | Inglés, Alemán, Español, Francés | Joymania Entertainment             | RuneSoft/Linux Game Publishing      | Linux Game Publishing |
| Ballistics                                   | Racing                                    | 7 de junio de 2007        | Inglés | Grin                               | Linux Game Publishing               | Linux Game Publishing |
| X3: Reunion                                  | Space simulation                          | 5 de diciembre de 2008    | Inglés, Alemán, Francés, Italiano (texto únicamente)                                                                                        | Egosoft                            | Linux Game Publishing               | Linux Game Publishing |
| X3: Reunion - Special Edition                | Space simulation                          | 5 de diciembre de 2008    | Inglés, Alemán, Francés, Italiano (texto únicamente)                                                                                        | Egosoft                            | Linux Game Publishing               | Linux Game Publishing |
| Jets'n'Guns                                  | Matamarcianos                             | 29 de enero de 2009       | Inglés | RakeInGrass                        | RakeInGrass/Linux Game Publishing   | Linux Game Publishing |
| Sacred: Gold Edition                         | Action role-playing                       | 9 de abril de 2009        | Inglés | Ascaron Entertainment              | Linux Game Publishing               | Linux Game Publishing |
| Shadowgrounds                                | Videojuego de disparos                    | 16 de septiembre de 2009  | Inglés, Finés | Frozenbyte                         | IGIOS/Linux Game Publishing         | Linux Game Publishing |
| Shadowgrounds Survivor                       | Videojuego de disparos                    | 18 de septiembre de 2009  | Inglés, Finés | Frozenbyte                         | IGIOS/Linux Game Publishing         | Linux Game Publishing |
| Unknown Title (Original LGP game)            | Videojuego de lógica                      | in development since 2009 | ? | Linux Game Publishing              | Linux Game Publishing               | Linux Game Publishing |
| Bandits: Phoenix Rising                      | Racing                                    | in development since 2003 | Inglés | Grin                               | Linux Game Publishing               | Linux Game Publishing |
| Disciples II: Dark Prophecy                  | Turn-based strategy                       | in development since 2002 | Inglés | Strategy First                     | Linux Game Publishing               | Linux Game Publishing |